# Banisgemaal
Het Banisgemaal is een gemaal in Almelo dat in 1958 en 1959 gebouwd is om in geval van hoogwatersituatie het laaggelegen Almelo voldoende droog te houden. Het gemaal is in 1960 vernoemd naar J. Banis, bij diens afscheid als bestuurslid van Waterschap De Regge. Sinds 2014 valt het gemaal door fusies onder beheer van van het waterschap Vechtstromen. 
Het gemaal dat vlak bij het Linkerbruggetje is gebouwd, pompt in geval van hoogwater water van de Loolee naar het Kanaal Almelo-Nordhorn. Hoogwatersituaties komen doorgaans een paar keer per jaar in de winter voor.